# Ce qu'il faut de terre à l'homme

Ce qu'il faut de terre à l'homme (en russe : Много ли человеку земли нужно) est un conte de l'écrivain russe Léon Tolstoï.

## Historique
Ce conte écrit en 1886 paraît dans le tome XI des Œuvres de Léon Tolstoï publié la même année. L'auteur s'est librement inspiré du livre IV des Histoires d'Hérodote, et de thèmes orientaux entendus chez les Bachkirs de la province de Samara.

## Résumé
Des terres en friche sont proposées à qui voudra les mettre en valeur. La règle est qu'on se verra attribuer pour une somme convenue – mille roubles - un domaine de taille raisonnable, correspondant à ce dont il est capable de faire le tour à pied en une journée, entre le lever et le coucher du soleil. Si l'acheteur n'est pas revenu à temps, sa mise est perdue.
Pakhomm, fermier ambitieux, se porte candidat. Il vend tous ses biens pour se procurer de l'argent et, accompagné de son serviteur, part à la rencontre des Baschkirs qui vendent leurs terres. Il se voit attribuer des jalons pour délimiter à sa guise son futur domaine. L'homme est au départ organisé, prévoyant ses changements de direction afin d'obtenir le maximum de terre dans le délai qui lui est imparti. À chaque moment de changer sa route, pourtant, il trouve des raisons de le faire un peu plus tard : ce point d'eau, il serait dommage de ne pas l'inclure ; ce bout de forêt serait intéressant dans le domaine, etc. À mesure que ses ambitions augmentent et qu'il allonge son périple, son retard s'allonge également. Il presse donc le pas.
Alors que la journée se termine, il accélère son rythme pour rentrer à temps, mais se découvre plus éloigné du point de rendez-vous qu'il ne le supposait. Il presse l'allure autant qu'il le peut, alors qu'il voit le soleil commencer à se coucher.
Croyant un moment avoir perdu parce que le soleil n'est plus visible, il se rappelle que le lieu de rendez-vous se trouve sur une colline et que de là, on voit encore le soleil. Courant maintenant avec l'énergie du désespoir, il arrive in extremis, dans un état d'épuisement extrême. « Félicitations ! », lui dit-on, « tu as gagné beaucoup de terre ! » alors qu'il est en train de mourir sous le coup de son effort excessif.
L'homme expire d'épuisement sous les yeux des témoins. L'un d'entre eux jette alors une pioche au serviteur en lui disant : « Enterre-le ! » La place occupée par la sépulture improvisée est juste ce qu'il faut de terre à l'homme.

## Connotations
Les connotations de ce conte sont nombreuses. Plusieurs allusions évangéliques s'y trouvent regroupées : « Que sert à l'homme de gagner l'univers s'il vient à perdre son âme ? » (Matthieu, 26;16), qui exhorte à ne pas perdre de vue l'essentiel, ici la vie, en cherchant l'accessoire, ici la possession.

## Postérité
James Joyce a écrit à sa fille que c'est « la plus grande histoire de la littérature au monde ». Ludwig Wittgenstein admirait également ce conte, et en parlait à ses étudiants,. Des thèmes de cette courte histoire sont présents dans le film Scarabea: How Much Land Does a Man Need? (en) réalisé en 1969 par  Hans-Jürgen Syberberg.
Le conte a été adapté en bande dessinée par Martin Veyron,.

## Éditions françaises
- Première édition française traduite par Ely Halpérine-Kaminsky, parue en 1886 sous le titre Le Moujik Pakhom dans le recueil À la Recherche du Bonheur, à Paris aux éditions Perrin ; rééditée sous le titre Ce qu'il faut de terre à l'homme aux éditions Sillage en 2020 ;
- Ch. Simond sous le titre Combien faut-il de terrain à l'Homme ? dans les Contes pour le Peuple à Paris, Gautier, 1890 ;
- R. Tseytline et E. Jaubert sous le titre Pacôme le Moujik, Paris, Lecene et Oudin, 1890 ;
- sans nom de traducteur, sous le titre Qu'il faut peu de place sur Terre à l'Homme, dans Pourquoi l'on tient à la Vie, à Paris, Gautier, 1891 ;
- L. Golschmann et E. Jaubert sous le titre Le Moujik Pakhôme, dans L'Âme russe, Paris, Ollendorf, 1896 ;
- E. Halpérine-Kaminsky, Paris, Gedalge, 1927
- J. Ferenczy, sous le titre Le Moujik Pakhom, dans Les Cosaques, Paris, s.d

## Littérature jeunesse
- A. Heurtier, R. Urwiller (ill.), sous le titre Combien de terre faut-il à un homme ?, Editions Thierry Magnier, Paris, 2014,  (ISBN 978-2-36474-491-2) ;

## Bande dessinée
- Martin Veyron, Ce qu'il faut de terre à l'homme, Dargaud, Paris, 2016,  (ISBN 9782205072471) ; l'auteur explique qu'il travaillait sur un projet d'album dénonçant les ambitions parfois démesurées des hommes quand il s'est rappelé le conte de Tolstoï, dont il a développé sa propre version dans le style qui lui est propre[9].